# Cine LGBT en Perú
El cine LGBT en Perú es un conjunto de prácticas artísticas relacionadas con la producción de largometrajes y cortometrajes, enfocadas a la representación de las personas de identidades sexuales disidentes en el Perú. En estas prácticas culturales, se encuentran envueltos actores, actrices, productoras, guionistas, críticos de cine, entre otros elementos y personajes.
A diferencia de otras artes como la literatura, el teatro y la pintura, el cine LGBT no tiene una extensa tradición en el territorio nacional. Es así que la producción fílmica se ubica entre finales del siglo XX e inicios del siglo XXI.

## SigloXX
Hasta finales del siglo XX los personajes LGBT no aparecieron en la filmografía peruana y, casi siempre, la intolerancia social y familiar ha sido el catalizador de los conflictos mostrados en la pantalla. La homosexualidad sigue sin estar normalizada o no es considerada de una manera positiva mayoritariamente. Según el historiador Michael Mendieta, el personaje homosexual tiene un performance femenino y limitado a espacios marginales en el cine peruano.
La primera aparición de un homosexual es en 1938, en la película Gallo de mi galpón de Sigifredo Salas, donde aparece un personaje que interpreta el actor peruano Pepe Muñoz, que reproduce estereotipos vinculados a la orientación sexual no heternormativa. Posteriormente se han sucedido representaciones de personajes LGBT en diferentes películas, como en una de las partes de Cuentos inmorales (1978) titulada Los amigos dirigida por Francisco Lombardi, en Alias "La Gringa" (1991) de Chicho Durant, y en el mediometraje Anastasha (1994) de Antonio Fortunic junto a Javier Ponce, con un personaje central travesti, pero de distribución limitada a la cultura underground.
Basada en la novela homónima de Jaime Bayly, la película de 1998 No se lo digas a nadie de Francisco Lombardi fue el primer largometraje de temática homosexual producido en Perú. Cuenta la historia, desde la adolescencia hasta la edad adulta, de Joaquín Camino (interpretado por Santiago Magill), un joven homosexual de la alta sociedad limeña que se enfrenta a los prejuicios de su entorno y al rechazo de una sociedad hipócrita, homofóbica y muy conservadora. Tanto la novela como la película generaron controversia al tratar abiertamente la temática homosexual y la película fue censurada por diferentes figuras públicas por sus escenas de relaciones homosexuales.

## SigloXXI
Durante el siglo XXI, la producción cinematográfica se volvió más notoria y premiada en varios festivales de cine tanto fuera como dentro del país. La temática LGBT en el cine peruano comienza a afianzarse con muestras tanto en los circuitos alternativos como en producciones más accesibles. Una mirada panorámica reúne a vastas y heterogéneas producciones audiovisuales como: 
Mariposa negra (2006) de Francisco Lombardi, Condominio (2007) de Jorge Carmona, El fuego dentro (2007) de Dante Alencastre, El antifaz (2008) de Ernesto Cabellos, Jesús Culis y Susana Araujo, El altar (2008) de Christian Bendayán, Contracorriente (2009) de Javier Fuentes-León, Mi hermano María Paula (2009) de Piero Solari, Paolo (2009) de Andrea Franco, Loxoro (2011) de Claudia Llosa, Jorge Gaitán y Julio Oré, Sebastián (2014) de Carlos Ciurlizza, Bullying maldito (2015) de Melintón Eusebio, Sarita Colonia, la tregua moral (2016) de Javier Ponce, Retablo (2017) de Álvaro-Delgado Aparicio, Un romance singular (2022) de Wesley Reátegui, Miss Amazonas (2019) de Rafael Polar, Mapacho (2019) de Carlos Marín, Canción sin nombre (2019) de Melina León y Encintados (2022) de Gianfranco Quattrini. La cantidad y calidad del quehacer fílmico varía con los personajes y espacios donde la disidencia sexual es el punto de partida de estas películas.
En el circuito alternativo Porka vida (Juan Carlos Torrico, 2004) cuenta las historias de cuatro jóvenes que quieren vivir y experimentar las vivencias de la vida. Uno de ellos Miluzka/Giovanni (interpretado por el transformista Jossie Tassi) es un drag queen que ejerce la prostitución y finalmente asume su identidad masculina. En el segundo se puede señalar El pecado (Palito Ortega Matute, 2006) que habla sobre las dificultades de un joven homosexual en un poblado andino. Eduardo es un joven ayacuchano quien, desde niño, sufrirá diferentes penalidades, con altos grados de violencia y represión, en el seno de una cultura machista y tradicional. 
La transgresora Condominio (Jorge Carmona, 2007) es una película coral en la que una de las historias narradas es la de Fredy y Álvaro: una pareja que ha establecido un albergue para enfermos con Sida, enfermedad de la que Álvaro está en fase terminal, algo a lo que debe enfrentarse Fredy y, al mismo tiempo, mantener el ánimo del grupo. Una temática similar puede encontrarse en uno de los episodios de Cu4tro (Sergio Barrio, 2009) cuando Raúl (Paul Vega), quien sufre de esclerosis múltiple terminal y no puede valerse por sí mismo ni complacer sexualmente a Peter (Renzo Schuller), su pareja, decide finalizar su relación para liberarlo de la carga de vivir con él. 
El drama romántico Contracorriente (Javier Fuentes-León, 2009) está ambientado en un pequeño pueblo costero de pescadores. Miguel (Cristian Mercado) es un joven y varonil pescador, con una esposa embarazada, que vive la cotidianidad de esos parajes entre largas jornadas de pesca, amigos, cervezas y vida hogareña. Pero está inmerso en un doble juego, un triángulo amoroso y secreto, ya que es amante de Santiago (Manolo Cardona) un forastero, pintor y homosexual asumido, que ve frustrado su afán de tener para sí a plenitud a Miguel. El pescador se debate en un conflicto de identidades, doblegado por esa frenética pasión por Santiago en la que se confunden amor y deseo. 
Los conflictos familiares y sociales también figuran en Sebastián (Carlos Ciurlizza, 2014) en la que un chef regresa a su pueblo natal para cuidar de su madre Carmen, que ha caído enferma. La relación entre madre e hijo nunca fue buena y han pasado muchos años desde la última vez que se hablaron. Por otro lado, Sebastián revive el pasado con su exenamorada Lucía, al descubrir que tiene un hijo con ella desde hace 9 años. De pronto, Josh, el esposo de Sebastián, visita el pueblo. 
Lombardi también ha abordado la temática lésbica en Dos besos (2015), narrando la historia de un triángulo amoroso en el que las dos mujeres mantienen una fuerte relación de dependencia, temática inaudita hasta la fecha en la filmografía peruana. 

## Concursos y muestras de cine
Premios Gio es un concurso que premia la labor cinematográfica enfocada a la comunidad LGTBIQ+ desde el 2020. Esta se crea en homenaje al activista e intelectual Gio Infante. Las categorías son mejor película, dirección, actuación y guion cinematográfico.
Existe además el festival de cine OutFestPerú, que desde 2004 se exhiben largometrajes y cortometrajes tanto nacionales como internaciones durante el mes de junio e inicios de julio, coincidiendo con las celebraciones del Día Internacional del Orgullo LGBT.Además, se entregan premios en tres categorías: Mejor largometraje, Mejor cortometraje y Mejor interpretación.

## Polémicas
El arte cinematográfico ha estado sujeto a problemas políticos y religiosos por la presencia de personajes LGBT.
Sin vagina, me marginan de Wesley Verástegui fue censurada a días de su estreno por quejas de padres de familia al tener la palabra "vagina" en el título del film. Otra polémica se relacionó al director y guionista Verástegui sucedió con Un romance singular. La película fue acusada de "promover el odio y el estigma a una creencia religiosa" por congresistas nacionales. Los representantes del partido conservador Renovación Popular emitieron un comunicado a la ministra de Cultura Gisela Ortiz, para que explicara el valor cultural de la película al ser beneficiada con estímulos a la distribución cinematográfica. El monto fue de 70 mil soles.